# Niue High School Oval
Das Niue High School Oval ist ein östlich der niueanischen Hauptstadt Alofi gelegenes Mehrzweckstadion. Es befindet sich an der Straße von Alofi nach Liku und schließt direkt an den Niue Campus der University of the South Pacific an. Das Stadion hat eine Kapazität von etwa 1.000 Plätzen und wird meist für Fußballspiele genutzt. Es ist das Heimstadion der niueanische Fußballauswahl, die allerdings seit 1983 kein Länderspiel mehr bestritten hat. Das Stadion ist zudem Austragungsort der Heimspiele der lokalen Fußballvereine Talava FC und Alofi FC, die beide in der NIFA Championship spielen.